# Myonia decorata
Myonia decorata är en fjärilsart som beskrevs av Walker 1864. Myonia decorata ingår i släktet Myonia och familjen tandspinnare. Inga underarter finns listade i Catalogue of Life.